# Miroslav Vujadinović
Miroslav Vujadinović (in serbo Мирослав Вујадиновић?; Podgorica, 22 aprile 1983) è un ex calciatore montenegrino, di ruolo portiere.

## Carriera

### Club
Il 1º luglio 2014 sottoscrive un contratto annuale con la squadra albanese del Laçi, con scadenza il 30 giugno 2015.

## Statistiche

### Presenze e reti nei club
Statistiche aggiornate al 12 febbraio 2017.
| Stagione         | Squadra           | Campionato       | Campionato | Campionato | Coppe nazionali | Coppe nazionali | Coppe nazionali | Coppe continentali | Coppe continentali | Coppe continentali | Altre coppe | Altre coppe | Altre coppe | Totale | Totale |
| Stagione         | Squadra           | Comp             | Pres       | Reti       | Comp            | Pres            | Reti            | Comp               | Pres               | Reti               | Comp        | Pres        | Reti        | Pres   | Reti   |
| ---------------- | ----------------- | ---------------- | ---------- | ---------- | --------------- | --------------- | --------------- | ------------------ | ------------------ | ------------------ | ----------- | ----------- | ----------- | ------ | ------ |
| 2002-2003        | Budućnost         | PL               | ?          | -?         | CM              | 0               | 0               | -                  | -                  | -                  | -           | -           | -           | 0+     | 0+     |
| 2003-2004        | Budućnost         | PL               | ?          | -?         | CM              | 0               | 0               | -                  | -                  | -                  | -           | -           | -           | 0+     | 0+     |
| 2004-2005        | Budućnost         | PL               | ?          | -?         | CM              | 0               | 0               | -                  | -                  | -                  | -           | -           | -           | 0+     | 0+     |
| 2005-2006        | Budućnost         | PL               | ?          | -?         | CM              | 0               | 0               | Int                | 3                  | -1                 | -           | -           | -           | 3+     | -1+    |
| 2006-2007        | Budućnost         | PL               | ?          | -?         | CM              | 0               | 0               | -                  | -                  | -                  | -           | -           | -           | 0+     | 0+     |
| 2007-2008        | Budućnost         | PL               | ?          | -?         | CM              | 0               | 0               | CU                 | 2                  | -2                 | -           | -           | -           | 2+     | -2+    |
| 2008-2009        | Budućnost         | PL               | ?          | -?         | CM              | 0               | 0               | UCL                | 2                  | -3                 | -           | -           | -           | 2+     | -3+    |
| 2009-2010        | Budućnost         | PL               | 14         | -15        | CM              | 0               | 0               | UEL                | 2                  | -2                 | -           | -           | -           | 16     | -17    |
| Totale Budućnost | Totale Budućnost  | Totale Budućnost | 14+        | -15+       |                 | 0               | 0               |                    | 9                  | -8                 |             |             |             | 23+    | -23+   |
| 2010-2011        | Vllaznia          | KS               | 27         | -24        | CA              | 4               | -4              | -                  | -                  | -                  | -           | -           | -           | 31     | -28    |
| 2011-2012        | Vllaznia          | KS               | 25         | -29        | CA              | 8               | -6              | UEL                | 4                  | -3                 | -           | -           | -           | 37     | -38    |
| 2012-2013        | Vllaznia          | KS               | 22         | -24        | CA              | 3               | -2              | -                  | -                  | -                  | -           | -           | -           | 25     | -26    |
| lug.-ago. 2013   | Mladost Podgorica | PL               | 0          | 0          | CM              | 0               | 0               | UEL                | 6                  | -13                | -           | -           | -           | 6      | -13    |
| 2013-2014        | Vllaznia          | KS               | 30         | -35        | CA              | 4               | -1              | -                  | -                  | -                  | -           | -           | -           | 34     | -36    |
| Totale Vllaznia  | Totale Vllaznia   | Totale Vllaznia  | 104        | -112       |                 | 19              | -13             |                    | 4                  | -3                 |             |             |             | 127    | -128   |
| 2014-2015        | Laçi              | KS               | 32         | -16        | CA              | 7               | -4              | UEL                | 4                  | -7                 | -           | -           | -           | 43     | -27    |
| 2015-2016        | Laçi              | KS               | 18         | -22        | CA              | 2               | 0               | UEL                | 2                  | -1                 | SA          | 0           | 0           | 22     | -23    |
| Totale Laçi      | Totale Laçi       | Totale Laçi      | 50         | -38        |                 | 9               | -4              |                    | 6                  | -8                 |             | 0           | 0           | 65     | -50    |
| 2016-2017        | Korabi            | KS               | 20         | -25        | CA              | 2               | -3              | -                  | -                  | -                  | -           | -           | -           | 22     | -28    |
| Totale carriera  | Totale carriera   | Totale carriera  | 188+       | -190+      |                 | 30              | -20             |                    | 25                 | -32                |             | 0           | 0           | 243+   | -242+  |

## Palmarès

### Club

#### Competizioni nazionali
- Coppa d'Albania: 1

Laçi: 2014-2015
- Supercoppa d'Albania: 1

Laçi: 2015